# Комаров Володимир Миколайович
Володимир Миколайович Комаров (нар. 10 грудня 1904, Москва — 14 грудня 1976, Москва) — радянський військовий діяч, генерал-полковник. Герой Радянського Союзу (29.05.1945). Депутат Верховної Ради СРСР 5-го і 6-го скликань (з 1958 по 1966 роки).

## Початкова біографія
Народився у родині робітників. До 1917 року осиротів. Закінчив п'ятикласне міське училище і з 1916 року працював учнем у депо і вагонних майстернях на залізничній станції Підмосковна, з 1919 року — працював у комітеті профспілки залізничної станції. З 1921 року — помічник кочегара на Московському заводі «Ізолятор», а з 1922 року — вантажник елеватора на станції Ельхотово (Північно-Кавказька залізниця).
З серпня 1924 по липень 1925 року — вихованець 82-го стрілецького полку, але через хворобу був відрахований і повернувся працювати на елеватор.
У 1926 році був призваний до лав Червоної армії і проходив строкову службу червоноармійцем у тому ж 82-му стрілецькому полку у місті Грозному і у 1929 році закінчив там же полкову школу молодших командирів.
Після закінчення у 1930 році Об'єднаної військової школи імені Каменєва у Києві служив у військах ОДПУ СРСР у 1934 році перетвореного в НКВС СРСР. У 1931 році був призначений на посаду помічника начальника застави 5-го прикордонного загону ОДПУ в місті Сестрорецьку, потім служив на посаді командира взводу Окружної школи молодшого начальницького складу військ ОДПУ Ленінградського округу, наприкінці 1931 року був переведений в Прикордонну школу НКВС у Москві, де служив інструктором з бойової підготовки та помічником командира кавалерійського дивізіону.
У 1937 році закінчив Військову академію механізації і моторизації РСЧА імені Сталіна і з 1937 року командував 8-м мотострілецьким полком оперативних військ НКВС СРСР у місті Тбілісі.
З березня 1939 року служив у Харківському прикордонному військовому училищі НКВС імені Дзержинського на посадах помічника начальника училища із автобронетанкової частини і начальника автобронетанкового відділення училища.
Учасник німецько-радянської війни з червня 1941 року. Служив на посадах командира стрілецького полку і начальника штабу стрілецької дивізії на Північно-Західному, Калінінському, Степовому, 1-му, 2-му і 3-му Українських фронтах. У квітні 1944 року був призначений на посаду заступника начальника оперативного відділу штабу 57-ї армії (3-й Український фронт). У 1941 і 1942 роках був поранений.
З жовтня 1944 року командував 13-ю гвардійською стрілецькою дивізією (5-а гвардійська армія, 1-й Український фронт).
Указом Президії Верховної Ради СРСР від 29 травня 1945 року за успішне керівництво військовими з'єднаннями і проявлені при цьому мужність і героїзм гвардії полковнику Володимиру Миколайовичу Комарову було присвоєне звання Героя Радянського Союзу з врученням ордена Леніна і медалі «Золота Зірка» (№ 11530).
Після закінченням війни продовжував командувати дивізією, що увійшла до складу Центральної групи військ і дислокувалася на території Австрії. З 1947 по 1950 роки командував 2-ю гвардійською Таманською стрілецькою дивізією.
У 1951 році закінчив Вищі академічні курси при Вищій військовій академії імені Ворошилова.
З 1952 року командував 28-м гвардійським стрілецьким корпусом (8-а гвардійська армія, Група радянських військ у Німеччині), з 1953 року — командувач 4-ї гвардійської механізованої армії (Група радянських військ у Німеччині).
У січні 1955 — червні 1957 року — 1-й заступник командувача військ Прикарпатського військового округу.
У червні 1957 — квітні 1960 року — командувач військ Приволзького військового округу.
У червні 1957 — квітні 1960 року — командувач військ Приволзького військового округу.
У квітні 1960 — липні 1961 року — командувач військ Білоруського військового округу.
З липня 1961 року перебував на відповідальній роботі в центральному апараті Міністерства оборони СРСР: начальник Головного управління бойової підготовки Сухопутних військ — заступник командувача Сухопутних військ із бойової підготовки.
У травні 1969 року вийшов у відставку. Жив у Москві. Помер 14 грудня 1976 року. Похований на Кунцевському кладовищі.

## Нагороди
- медаль «Золота Зірка» (29.05.1945)
- п'ять орденів Леніна
- три ордени Червоного Прапора (1944, 1944,)
- орден Суворова 2-го ст. (1944)
- орден Кутузова 2-го ст. (1945)
- орден Вітчизняної війни 1-го ст. (1943)
- медалі;
- ордени Польщі, Чехословаччини, Угорщини.
- Почесний громадянин міста Літомержіце (Чехословаччина).

## Звання
- генерал-майор (27.06.1945)
- генерал-лейтенант (11.05.1949)
- генерал-полковник (8.08.1955).